# Мирное (Барский район)
Мирное (укр. Мирне) — село на Украине, находится в Барском районе Винницкой области.
Код КОАТУУ — 0520280611. Население по переписи 2001 года составляет 384 человека. Почтовый индекс — 23007. Телефонный код — 4341.
Занимает площадь 7,459 км².
В селе действует храм Покрова Пресвятой Богородицы Барского благочиния Винницкой и Барской епархии Украинской православной церкви.

## Адрес местного совета
23007, Винницкая область, Барский р-н, с.Войнашовка, ул.Вокзальная, 1